# VW Fridolin
VW Fridolin, офіційна назва Typ 147 Kleinlieferwagen — це невеликий фургон від марки Volkswagen, який виготовлявся між 1964 і 1974 роками в основному для Deutsche Bundespost (пошта Німеччини) і, за сьогоднішніми стандартами, був би віднесений до фургонів (панельних фургонів) і мінівенів (комбівенів).

## Запит пошти Німеччини
У лютому 1962 року Deutsche Bundespost доручила VW розробити цей автомобіль, оскільки типи автомобілів, які використовувалися або були на ринку до того моменту, виявилися невідповідними. Вантажний простір автомобіля мав вміщувати два кубометри та 400 кілограмів корисного навантаження та вантаж мав бути доступним безпосередньо з кабіни водія. Також були потрібні розсувні двері, оскільки складні двері у центі міста часто було важко відкрити.

## Серійна модель
Щоб зберегти витрати на низькому рівні, автомобіль, запланований під назвою EA 149 (EA означає замовлення на розробку), був зібраний, наскільки це можливо, з деталей інших автомобілів. Осі, двигун і коробка передач були взяті від VW Käfer (Beetle), шасі від Karmann-Ghia, фари від VW Typ 3, кришка двигуна та інші деталі від VW Transporter, і двері багажника також були запозичені від T1, але вкоротшені.

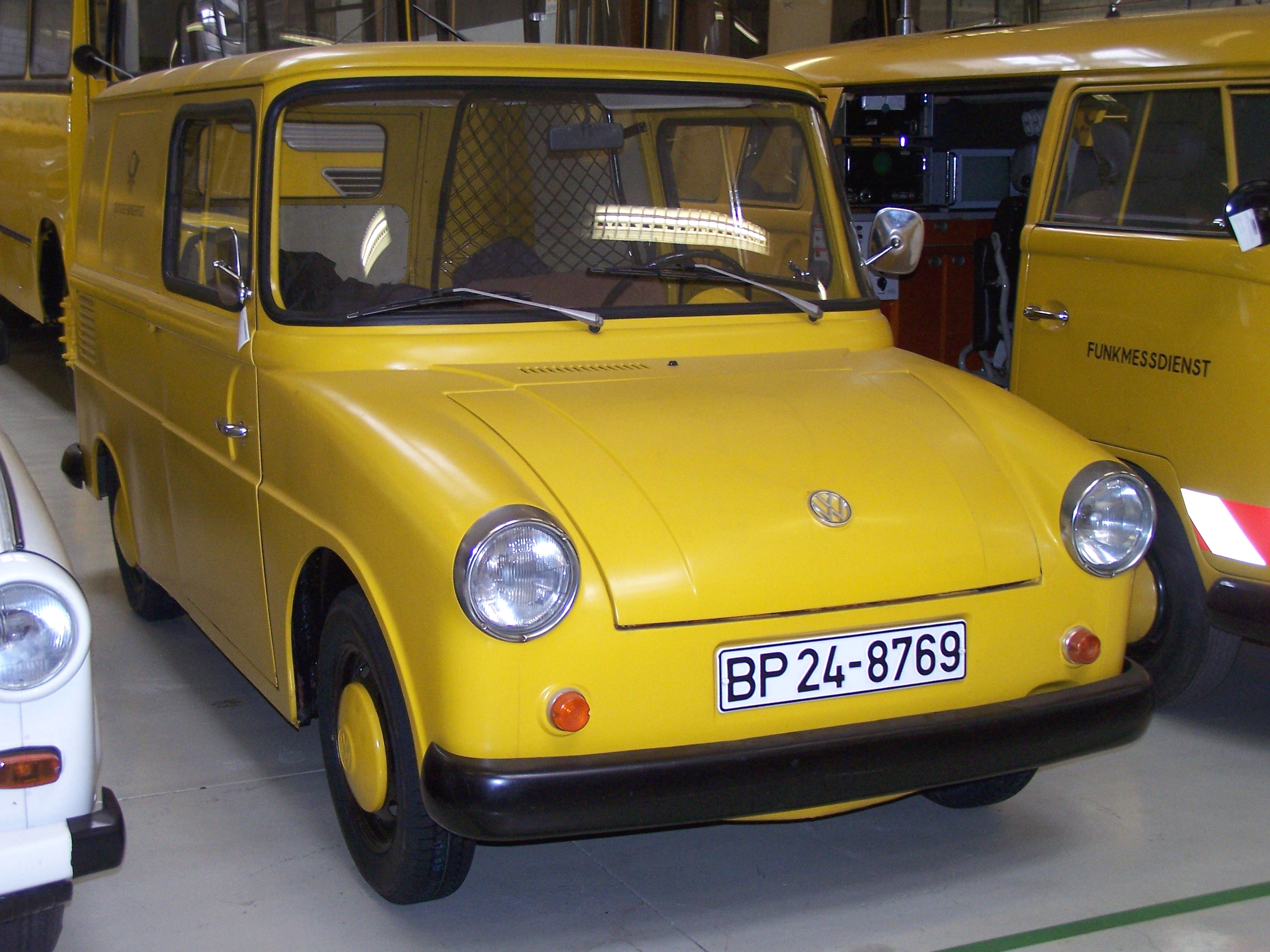
Frontansicht
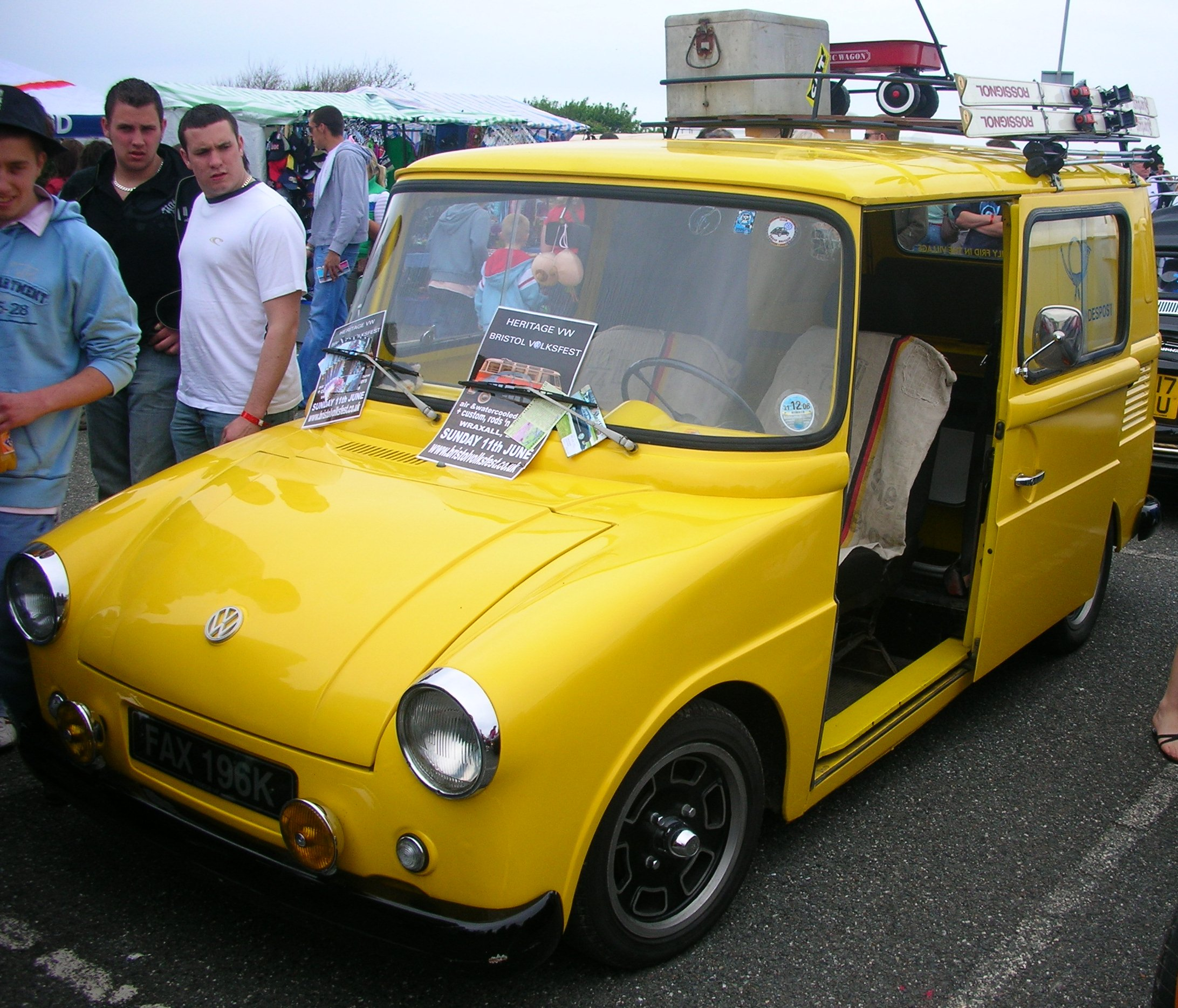
Seitenansicht mit Schiebetür
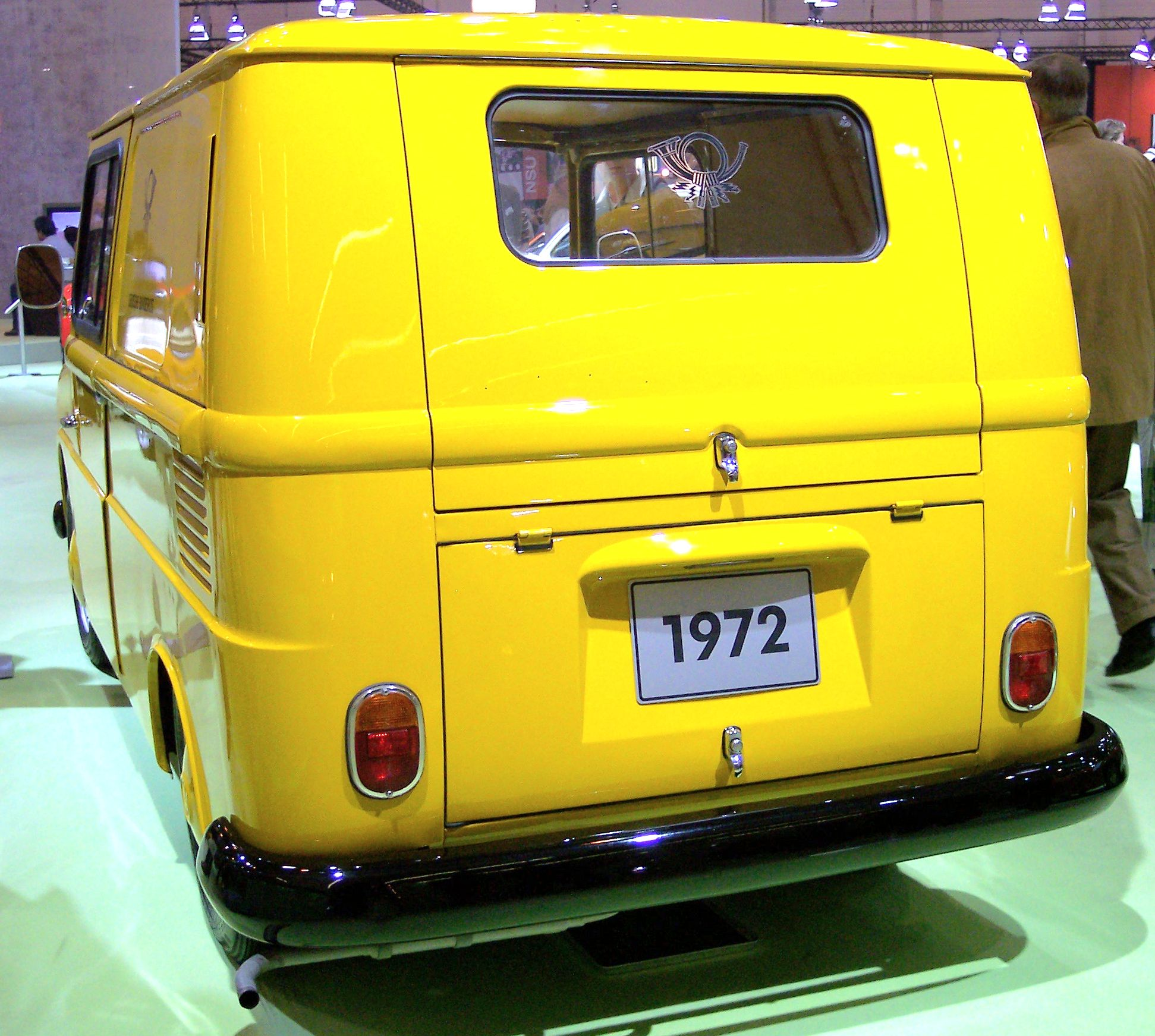
Heckansicht
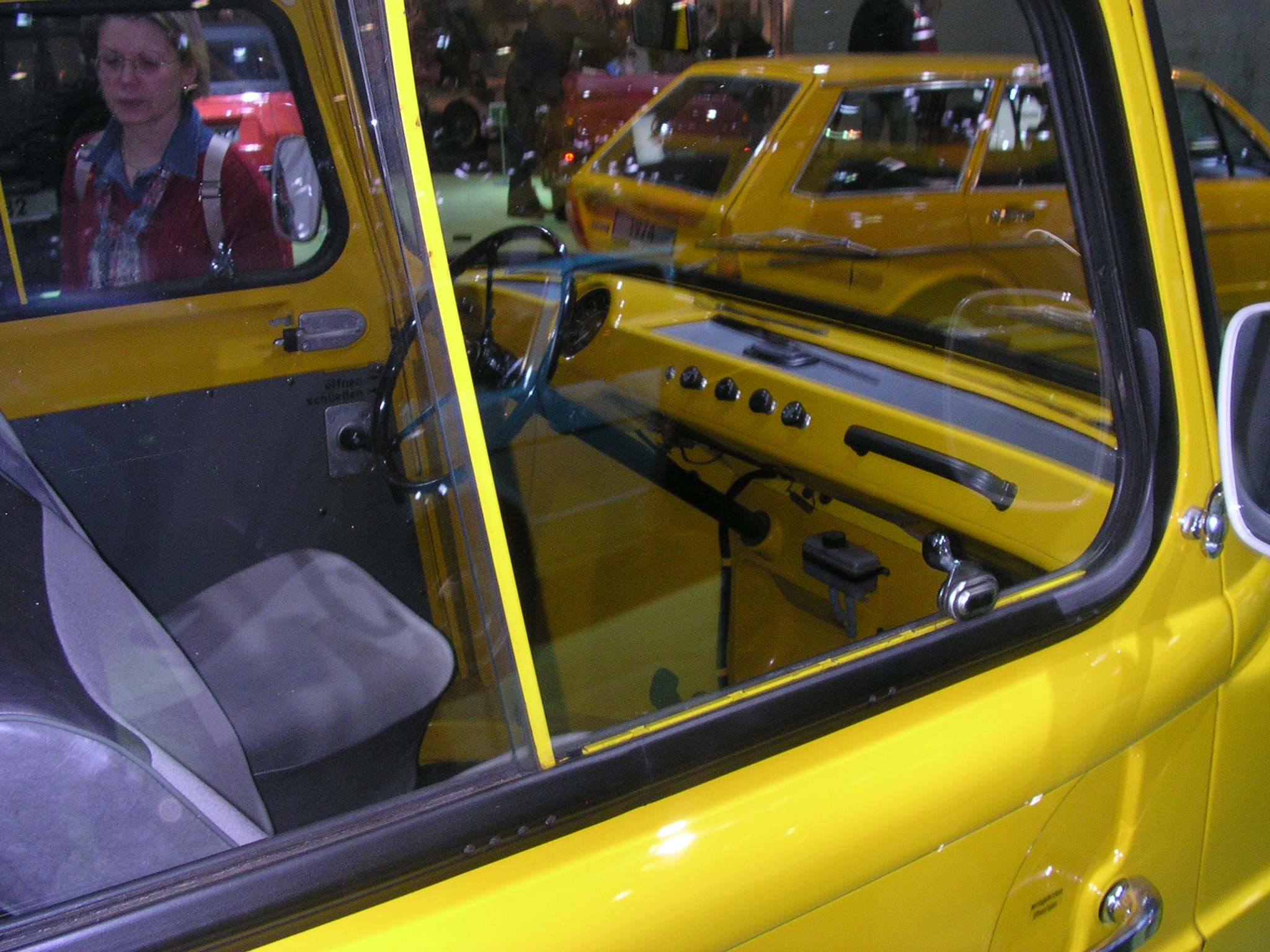
Spartanisches Armaturenbrett

Автомобіль було виготовлено на заводі фірми Westfalia-Werken у Реда-Віденбрюк.  Наприкінці 1963 року було спочатку розроблено кілька прототипів, а з 1964 року почалося серійне виробництво. До припинення виробництва в липні 1974 року було виготовлено 6.139 автомобілів цього типу, деякі з яких також були продані іншим установам.
Вантажопідйомність серійної версії перевищила вимоги Deutsche Bundespost: вантажний об’єм становив 2,3 м³ і ще 0,6 м³ біля сидіння водія (з цією метою складне пасажирське сидіння можна було повернути вперед під панеллю приладів), тобто всього 2,9 м³; корисне навантаження було зазначено VW як 410 кг.

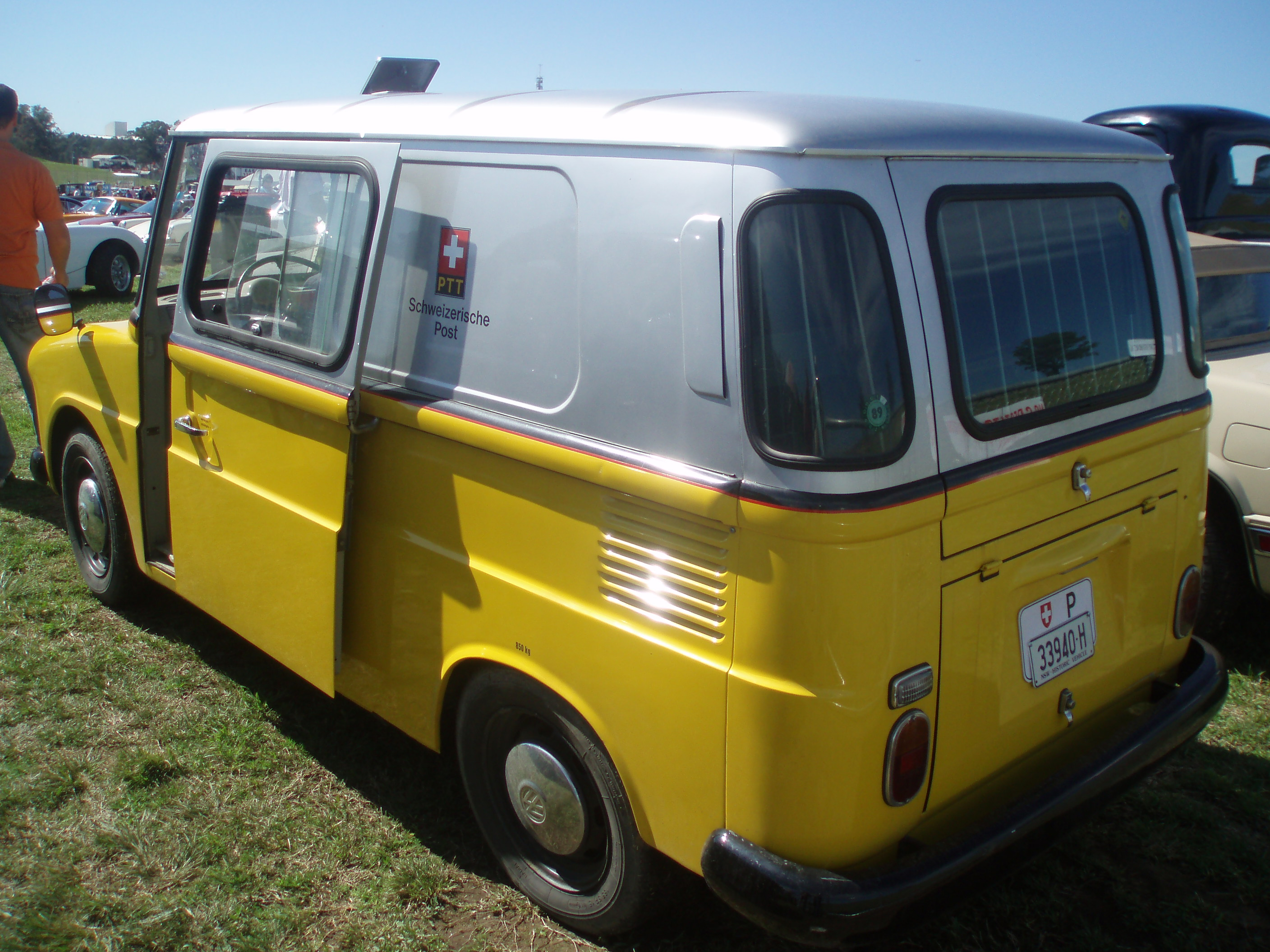
VW 147 швейцарської пошти з трикомпонентним заднім вікном, виготовлений у 1974 році

Швейцарська пошта (PTT) також стала основним покупцем транспортного засобу, придбавши 1.201 одиниць в дещо зміненій версії. Основні зміни - це більш потужний 1,3-літровий двигун з 44 PS (32 кВт), а також передні дискові гальма та допоміжний нагрівач. Ця версія також відрізняється від версії Deutsche Bundespost зовні: було двоколірне фарбування темнішого жовтого кольору, ніж жовтий Deutsche Post, зі сріблястою верньою частиною, люком у даху та (з модельного року 1972) трьома задіми зонами скління. Зовнішні дзеркала заднього виду були встановлені не на дверях, а на передніх крилах, оскільки в Швейцарії дозволено водіння з відкритими розсувними дверима. Крім того, в стандартній комплектації був встановлений багажник на даху, який збільшив загальну висоту до 1950 мм.
Lufthansa також використовувала транспортний засіб для фартуха наважування.
У 1968 році невеликий фургон VW коштував 6834 DM (включаючи податок) і, таким чином, лише на близько 360 DM менше, ніж набагато більший фургон VW Transporter за 7195 DM.
Сьогодні в Німеччині все ще зареєстровано близько 40 транспортних засобів цього типу, а в усьому світі їх близько 200.
Автомобілі Kalmar у Швеції для шведської пошти та Jeep DJ для пошти США були зі схожою концепцію.

## Виробничі данні моделі Typ 147 (Fridolin)
Загальний випуск 6.123 автомобілів з 1963 по 1974 рр.
| рік | 1963 рік | 1964 рік | 1965 рік | 1966 рік | 1967 рік | 1968 рік | 1969 рік | 1970 рік | 1971 рік | 1972 рік | 1973 рік | 1974 рік | всього |
| --- | -------- | -------- | -------- | -------- | -------- | -------- | -------- | -------- | -------- | -------- | -------- | -------- | ------ |
|     | 3        |          | 367      | 671      | 472      | 712      | 691      | 899      | 1,384    | 404      | 437      | 86       | 6123   |

## Подібність до нового концептуального автомобіля
У листопаді 2011 року Volkswagen AG представила Volkswagen eT!. 
Схожість з Volkswagen Fridolin незабаром відзначили в професійній пресі.

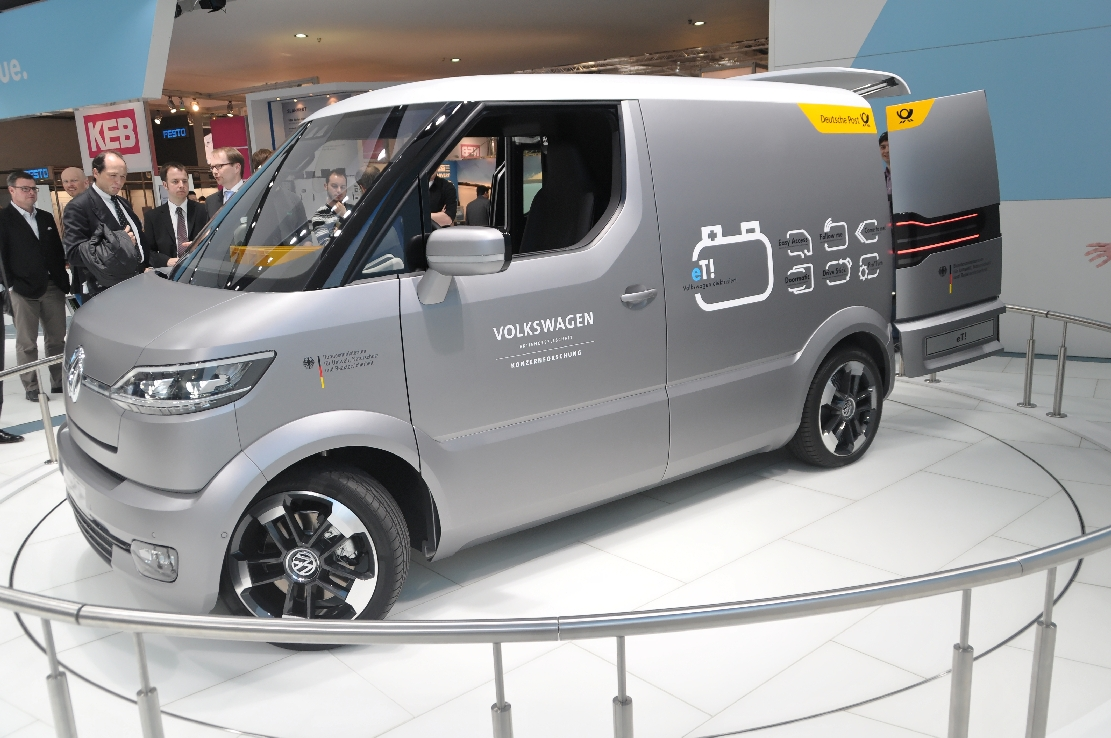
Volkswagen eT!, 2012 Гановер
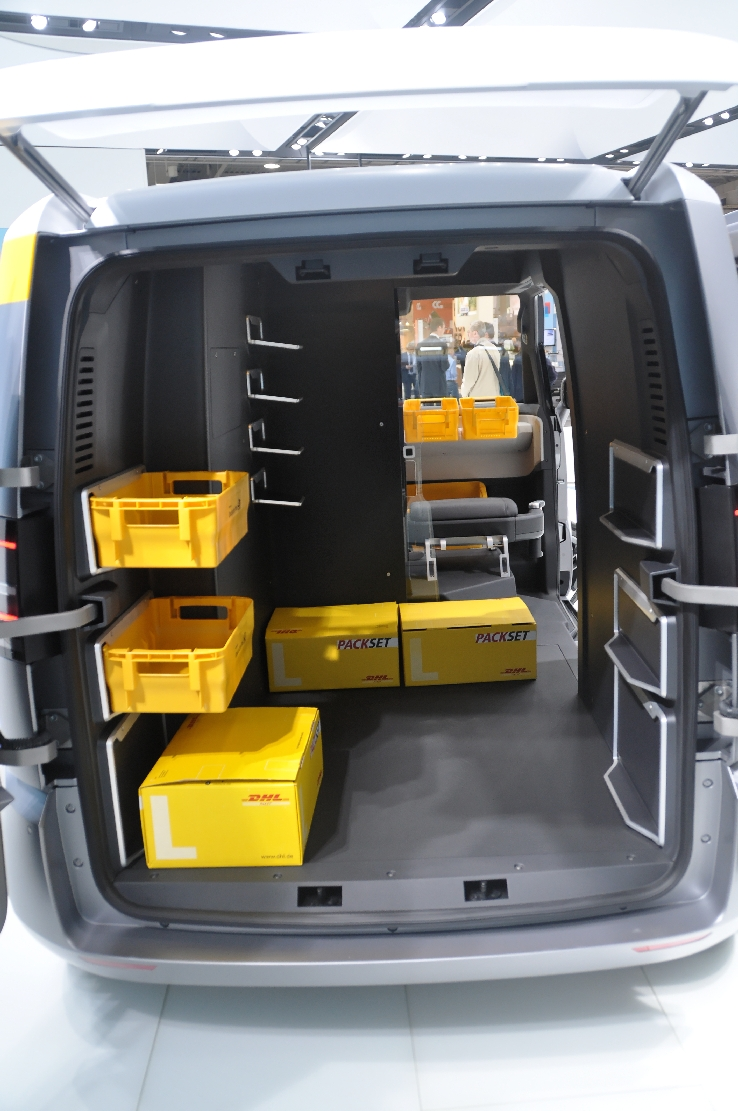
Volkswagen eT!, 2012 Hanoveris